# Empidideicus sugonjaevi
Empidideicus sugonjaevi är en tvåvingeart som beskrevs av Zaitzev 1971. Empidideicus sugonjaevi ingår i släktet Empidideicus och familjen svävflugor. Inga underarter finns listade i Catalogue of Life.